# Bertha Gifford
Bertha Alice Gifford (30 de octubre de 1872 - 20 de agosto de 1951) fue una granjera en la zona rural de Catawissa, Missouri, Estados Unidos, de principios de 1900, acusada de asesinar a tres miembros de la comunidad local y sospechada de 14 muertes adicionales.

## Vida personal
Bertha Alice Williams nació el 30 de octubre de 1872 en Morse Mill, Missouri, hija de William Poindexter Williams y su esposa Matilda Williams (de soltera Lee). Ella era una de 10 niños. Bertha se casó en 1894 con Henry Graham y esta unión produjo una hija, Lila. Después de que Graham murió en 1906, Bertha se casó con Eugene Gifford en 1907 y tuvieron un hijo, James.

## Crímenes
Gifford era reconocida en su comunidad por sus habilidades culinarias y el cuidado de sus vecinos y familiares enfermos, y cinco personas murieron a su cuidado, lo que provocó una investigación del gran jurado. En 1928, Gifford fue arrestada en Eureka, Missouri, y acusada de tres asesinatos. Después de la exhumación y los exámenes post mortem de Edward Brinley y de los hermanos Elmer y Lloyd Schamel se descubrió que los cuerpos contenían grandes cantidades de arsénico. Gifford fue llevada a juicio por sus asesinatos en Union, Missouri. Después del juicio de tres días, fue declarada inocente por razón de locura, y fue internada en el Hospital Estatal de Missouri #N4 (una institución psiquiátrica), donde permaneció hasta su muerte el 20 de agosto de 1951.
Gifford desempeñó el papel de cuidadora para sus vecinos enfermos, y un total de 17 personas murieron a su cuidado. No fue sino hasta después de la investigación del gran jurado de las cinco muertes iniciales que se levantaron sospechas sobre otras 12 muertes. Dadas las altas tasas de mortalidad y el uso aficionado del arsénico por razones médicas en ese momento, nadie puede estar seguro de que ella mató a propósito a todos los que habían estado bajo su cuidado.

## Víctimas
Comprobadas:
- Lloyd Schamel (7). Falleció el 11 de agosto de 1925.[2]
- Elmer Schamel (5). Falleció el 22 de septiembre de 1925.[3]
- Edward Brinley (49). Falleció el 16 de mayo de 1927.[4]

Sospechosas:
- Henry Graham (34) (primer esposo de Bertha). Falleció el 30 de noviembre de 1906.[5]
- Emilie Gifford (55) (suegra de Bertha Gifford). Falleció el 24 de enero de 1912.[6]
- James Gifford (12) (cuñado de Bertha Gifford). Falleció el 8 de mayo de 1913.[7]
- Bernard Stuhlfelder (1). Falleció el 26 de febrero de 1915.[8]
- Sherman Pounds (48). Falleció el 20 de febrero de 1917.[9]
- James "Jim" Ogle (66). Falleció el 20 de noviembre de 1917.[10]
- Beulah Ardella Pounds (8). Falleció el 19 de abril de 1918.[11]
- Mary Minerva Brown (7). Falleció el 6 de febrero de 1920.[12]
- Margaret Stuhlfelder (2). Falleció el 28 de febrero de 1921.[13]
- Beulah Pounds (3) (nombrada así por su pariente que murió en 1918). Falleció el 27 de diciembre de 1922.[14]
- Irene Stuhlfelder (7). Falleció el 10 de marzo de 1923.[15]
- Leona Slocum (37). Falleció el 13 de octubre de 1925.[16]
- Mary Stuhlfelder (73). Falleció el 10 de enero de 1926.[17]
- Bertha "Birdie" Unnerstall (72). Falleció el 9 de febrero de 1926.[18]

## Representaciones

### Televisión
- El caso de Gifford es recreado en la serie documental Las verdaderas mujeres asesinas (Deadly Women), en el episodio 1 de la temporada 7 (2013).